# 系 (数学)
数学において、ある主張（典型的には定理）の系（けい、英: corollary）とは、その（既知の）主張から「直ちに」証明される主張をいう。

## 概要
「命題」や「定理」とは呼ばず、どのような主張を「系」と呼ぶかという基準は本質的には主観に基づく。すなわち、命題 B が命題 A から直ちに演繹できるとかその証明から明らかであるとかいう場合に「B は A の系である」と言うのであるが、「直ちに」あるいは「明らか」の意味は著者や文脈によって異なる。
また「系」と呼ばれる主張は元の定理の主張よりも重要性の弱い主張であると考えることが多く、導かれた B の数学的結果が元の A のそれと同じくらい重要であれば、B が系と呼ばれることはあまりない。系が導かれることの証明を行うこともあるが、大抵は明らかであるとして証明は省略される。